# Оксибромид сурьмы
Оксибромид сурьмы — неорганическое соединение с формулой Sb4O5Br2, белые кристаллы.

## Получение
- Реакция оксида сурьмы(III) с газообразным бромистым водородом:

{\displaystyle {\mathsf {2Sb_{2}O_{3}+2HBr\ {\xrightarrow {180^{o}C}}\ Sb_{4}Br_{2}O_{5}+H_{2}O}}}

## Физические свойства
Оксибромид сурьмы образует бесцветные кристаллы
моноклинной сингонии, параметры ячейки a = 1,346 нм, b = 0,5143 нм, c = 0,6606 нм, β = 97,89°, Z = 2.

## Химические свойства
- Разлагается в горячей воде:

{\displaystyle {\mathsf {Sb_{4}Br_{2}O_{5}+H_{2}O\ {\xrightarrow {90^{o}C}}\ 2Sb_{2}O_{3}\downarrow +2HBr}}}
- Реагирует с карбонатами:

{\displaystyle {\mathsf {Sb_{4}Br_{2}O_{5}+Na_{2}CO_{3}\ {\xrightarrow {}}\ 2Sb_{2}O_{3}\downarrow +2NaBr+CO_{2}}}}